# Diócesis de Cheongju
La diócesis de Cheongju (en latín: Dioecesis Cheongiuen(sis) y en coreano: 천주교 청주교구) es una circunscripción eclesiástica latina de la Iglesia católica en Corea del Sur, sufragánea de la arquidiócesis de Daegu. La diócesis tiene al obispo Simon Kim Jong-Gang como su Ordinario desde el 2 de mayo de 2022.

## Territorio y organización
La diócesis extiende su jurisdicción sobre los fieles católicos de rito latino residentes en la provincia de Chungcheong del Norte, con la excepción de la ciudad de Jecheon y el condado de Danyang (que pertenecen a la diócesis de Wonju).
La sede de la diócesis se encuentra en la ciudad de Cheongju, en donde se halla la Catedral de la Sagrada Familia.
En 2019 la diócesis estaba dividida en 78 parroquias.

## Historia
El vicariato apostólico de Cheongju fue erigido el 23 de junio de 1958 con la bula Sacro suadente del papa Pío XII separando territorio del vicariato apostólico de Seúl (hoy arquidiócesis de Seúl).
El 10 de marzo de 1962 el vicariato apostólico fue elevado al rango de diócesis con la bula Fertile Evangelii semen del papa Juan XXIII.

## Episcopologio
- James Vincent Pardy, M.M. † (4 de julio de 1958-17 de junio de 1969 renunció[3])
- Nicholas Cheong Jin-suk † (25 de junio de 1970-3 de abril de 1998 nombrado arzobispo de Seúl)
- Gabriel Chang Bong-hun, (3 de junio de 1999 - 19 de marzo de 2022 renunció)
- Simon Kim Jong-Gang, desde el 2 de mayo de 2022

## Estadísticas
De acuerdo al Anuario Pontificio 2020 la diócesis tenía a fines de 2019 un total de 170 477 fieles bautizados.
| Año                                                                             | Población            | Población | Población      | Sacerdotes | Sacerdotes    | Sacerdotes    | Bautizados por sacerdote | Diáconos permanentes | Religiosos | Religiosos | Parroquias |
| Año                                                                             | Bautizados católicos | Total     | % de católicos | Total      | Clero secular | Clero regular | Bautizados por sacerdote | Diáconos permanentes | Varones    | Mujeres    | Parroquias |
| ------------------------------------------------------------------------------- | -------------------- | --------- | -------------- | ---------- | ------------- | ------------- | ------------------------ | -------------------- | ---------- | ---------- | ---------- |
| 1970                                                                            | ?                    | 1 223 476 | ?              | 54         | 31            | 23            | 0                        |                      | 25         | 57         | 22         |
| 1980                                                                            | 41 589               | 1 207 914 | 3.4            | 30         | 22            | 8             | 1386                     |                      | 9          | 79         | 24         |
| 1990                                                                            | 76 396               | 1 254 101 | 6.1            | 41         | 39            | 2             | 1863                     |                      | 10         | 143        | 32         |
| 1999                                                                            | 113 284              | 1 294 222 | 8.8            | 90         | 86            | 4             | 1258                     |                      | 69         | 374        | 53         |
| 2000                                                                            | 118 099              | 1 338 775 | 8.8            | 89         | 85            | 4             | 1326                     |                      | 77         | 386        | 53         |
| 2001                                                                            | 120 696              | 1 309 565 | 9.2            | 90         | 81            | 9             | 1341                     |                      | 89         | 406        | 53         |
| 2002                                                                            | 124 959              | 1 312 831 | 9.5            | 94         | 85            | 9             | 1329                     |                      | 99         | 449        | 55         |
| 2003                                                                            | 127 995              | 1 312 162 | 9.8            | 108        | 97            | 11            | 1185                     |                      | 98         | 390        | 57         |
| 2006                                                                            | 134 181              | 1 328 398 | 10.1           | 123        | 115           | 8             | 1090                     |                      | 82         | 399        | 61         |
| 2013                                                                            | 155 446              | 1 396 854 | 11.1           | 154        | 142           | 12            | 1009                     | 2                    | 91         | 515        | 76         |
| 2016                                                                            | 163 680              | 1 417 053 | 11.6           | 161        | 146           | 15            | 1016                     |                      | 96         | 503        | 76         |
| 2019                                                                            | 170 477              | 1 432 393 | 11.9           | 175        | 158           | 17            | 974                      |                      | 116        | 519        | 78         |
| Fuente: Catholic-Hierarchy, que a su vez toma los datos del Anuario Pontificio. |                      |           |                |            |               |               |                          |                      |            |            |            |